# باول جونز (منتج أفلام)
باول جونز (بالإنجليزية: Paul Jones)‏ هو منتج أفلام أمريكي، ولد في 1901، وتوفي في 1968.

## وصلات خارجية
- بول جونز على موقع IMDb (الإنجليزية)
- بول جونز على موقع قاعدة بيانات الفيلم (الإنجليزية)